# 멜라이트
멜라이트 또는 허니스톤이라고도 불리는 이 광물은 특이한 광물이면서 또한 유기 화합물이다. 화학적으로 멜리트산의 알루미늄 염으로, 특히 화학식 Al2C6(COO)6·16H2O를 갖는 알루미늄 벤젠헥사카르복실레이트 헥사데카수화물로 식별된다.
이것은 벌꿀색의 반투명한 결정으로, 연마하고 보석을 형성하기 위해 면 처리하여 눈에 띄는 보석을 만들 수 있다. 이것은 정방정계로 결정화되며, 좋은 결정과 무형의 덩어리 형태로 모두 발견된다. 모스 경도가 2에서 2.5로 부드러우며, 비중이 1.6으로 낮다.
이것은 원래 1789년 독일 튀링겐주의 아르테른에서 발견되었다. 이후 러시아, 오스트리아, 체코, 헝가리에서도 발견되었다. 그 이름은 그리스어 μέλι 멜리 "벌꿀"에서 유래했으며, 이는 그 색깔을 암시한다.
이것은 갈탄과 함께 발견되며, 점토에서 유래한 알루미늄이 포함된 식물 재료에서 형성된 것으로 추정된다.

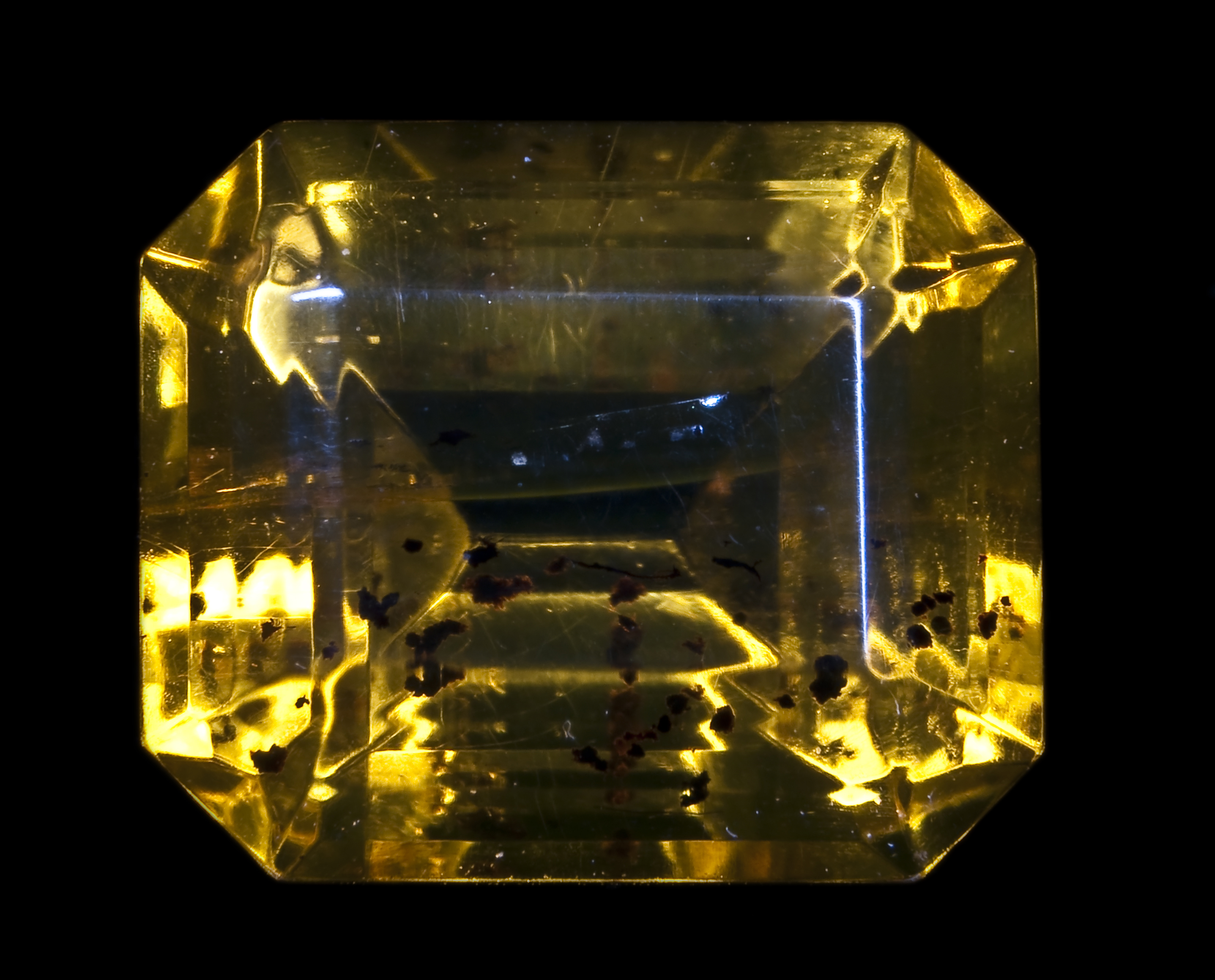
잘라 연마된 멜라이트 보석

## 구조
멜라이트의 결정 구조는 중성자 회절에 의해 결정되었으며, 약간 왜곡된 Al(H2O)63+ 팔면체가 [C6(COO)6]6− 멜레이트 음이온 및 결정수와 수소 결합으로 연결되어 구성된다.

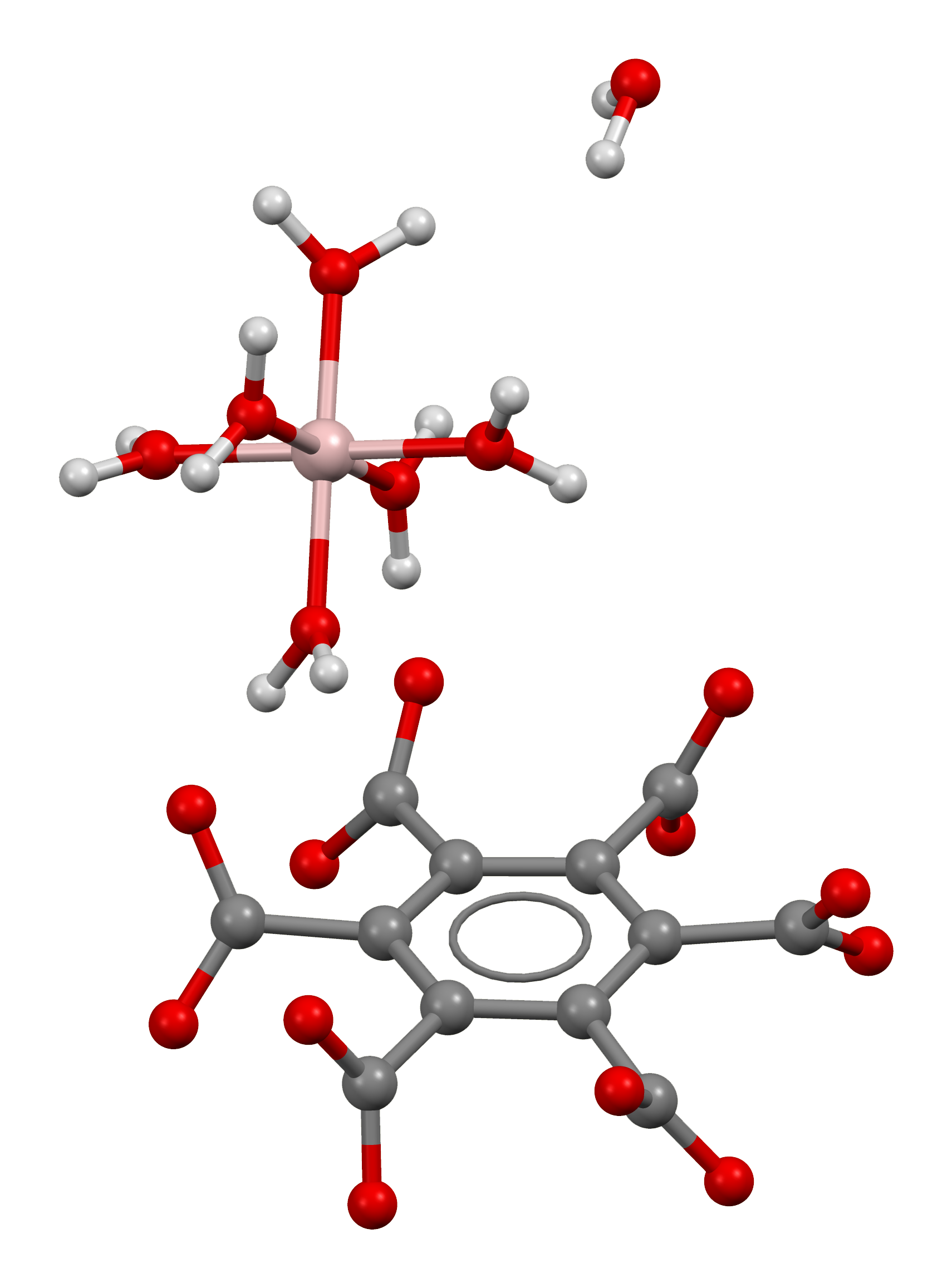
멜라이트의 비대칭 단위의 공-막대 모형
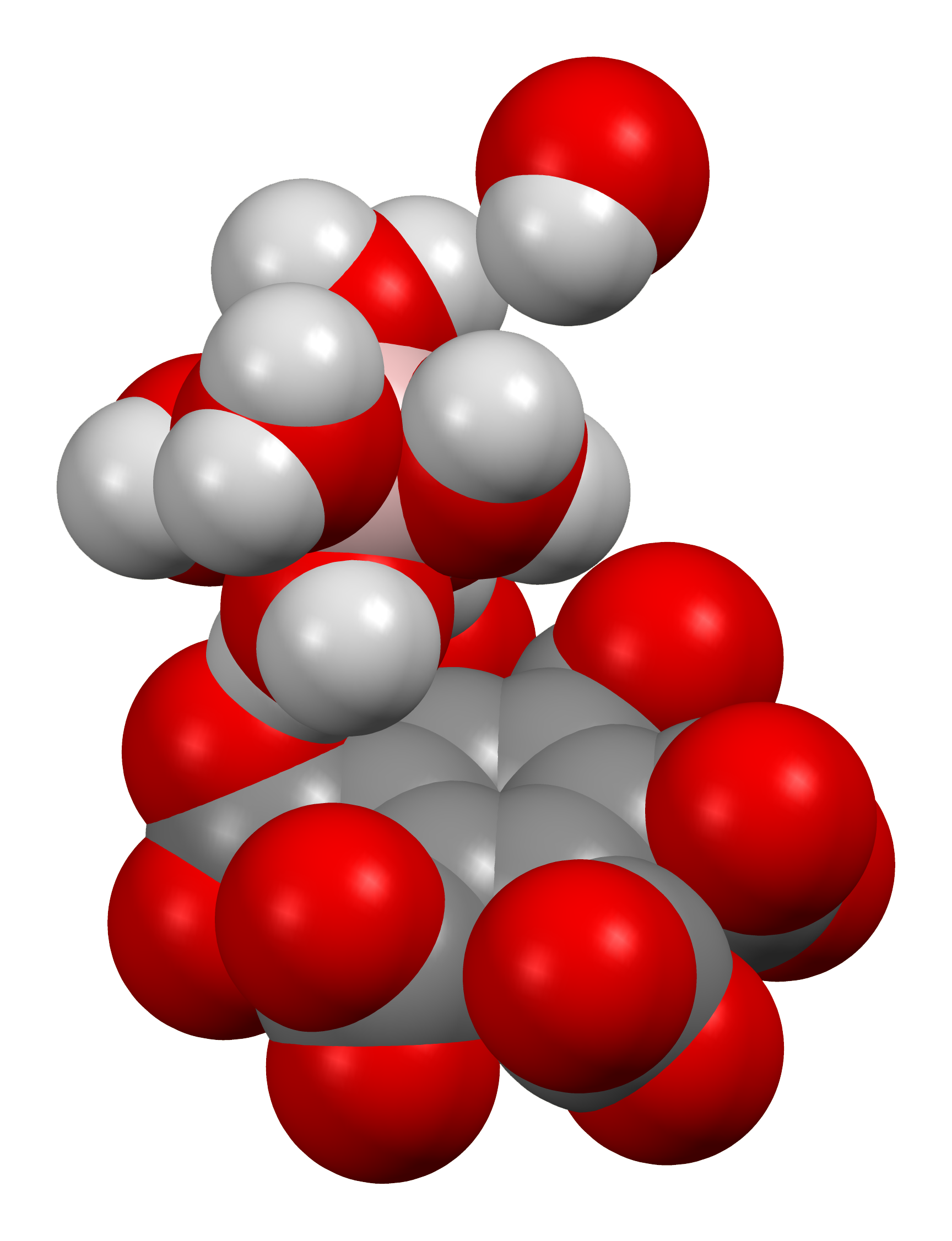
비대칭 단위의 공간채움 모형
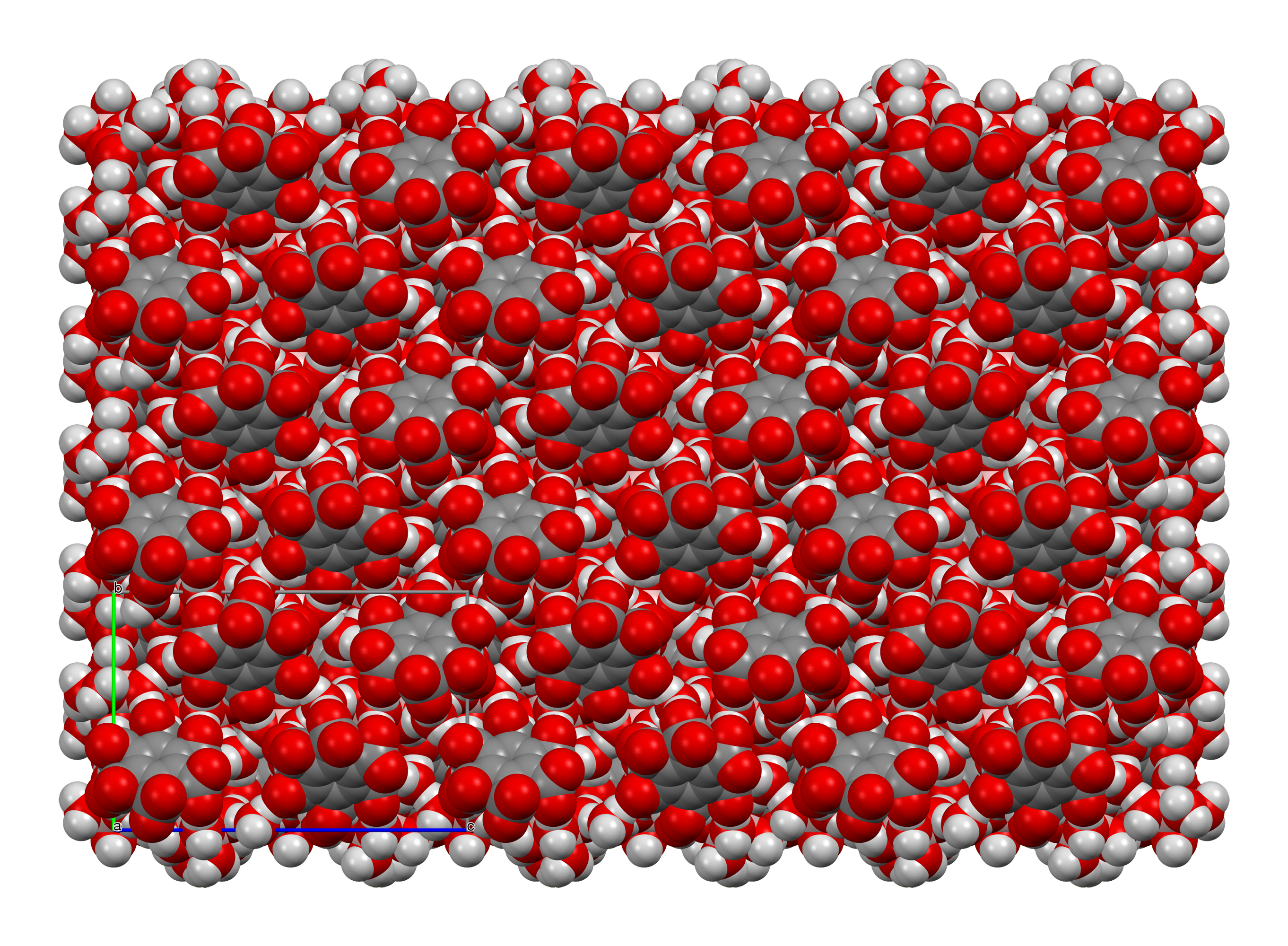
3×3×3 단위 격자의 충진